# Redo Backup and Recovery
Redo Backup and Recovery – darmowe narzędzie do tworzenia/przywracania kopii zapasowych dysków lub partycji. 
Rozprowadzany jest na licencji GNU/GPL. Obsługuje systemy plików popularne w MS Windows i Linuksach.
Jest darmową alternatywą dla popularnego, płatnego programu Norton Ghost.
Zalety
- prostota użytkowania
- przyjazny, graficzny interfejs
- darmowy do komercyjnego użytku
- możliwość kopiowania i przywracania pojedynczej partycji

Wady
- brak możliwości wykonywania kopii zapasowej samych plików

Przywracanie pojedynczej partycji wykonanej przez Redo jest możliwe jedynie za pomocą innego programu – partclone,
Oparty jest na dystrybucji Linux Ubuntu. Udostępnia też program GParted.